# سليم خلبوس
سليم خلبوس ولد في 1971 في نابل، هو أستاذ جامعي تونسي يدرس إدارة الأعمال منذ 1995 في الجامعات التونسية وهو أستاذ زائر في عدّة جامعات في عديد الدول منها المغرب وفرنسا ولبنان، تقلد منصب وزير وزير التعليم العالي والبحث العلمي في حكومة يوسف الشاهد.

## السيرة الذاتية
شغل خطة مدير معهد الدراسات التجارية العليا بقرطاج منذ 2011.
وهو متحصّل على درجة الدكتوراه في علوم التصرّف سنة 2000 والماجيستير في إدارة الأعمال من الجامعة الاتحادية تولوز ميدي بيرينيه سنة 1994 والماجيستير في العلوم السياسية من معهد الدراسات السياسية بتولوز سنة 1996. نشر العديد من المقالات والبحوث في مجال التصرّف الثقافي وروح المبادرة والاتصال والتسويق.
كما أنه باعث ومؤسس لشركتين في مجال التطوير الاستراتيجي، وبحوث السوق والاتصالات وتكنولوجيا المعلومات والاتصالات.